# 马克斯·尤伟中心

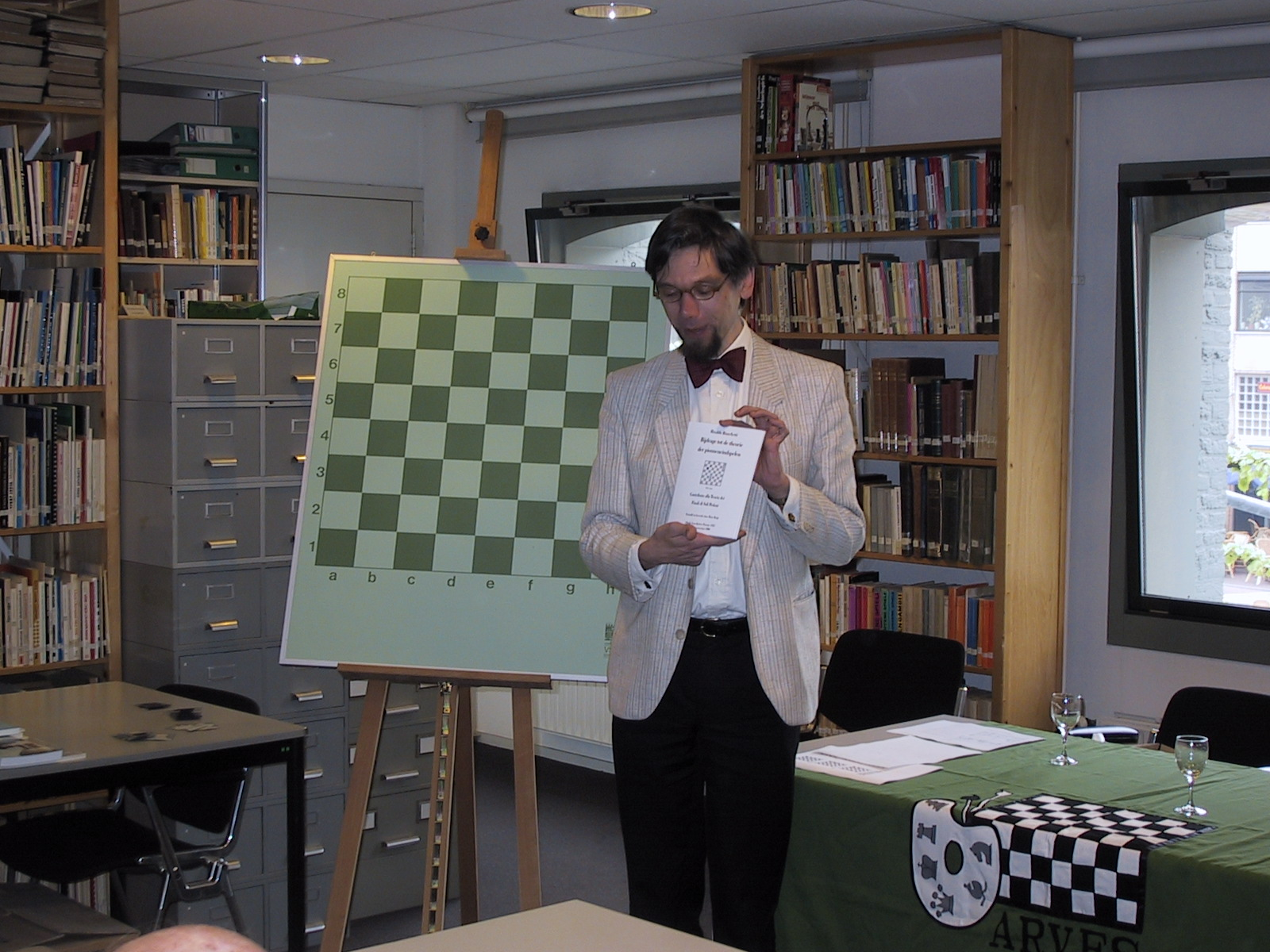
2002年5月11日Hans Buijs在马克斯·尤伟中心作展示

马克斯·尤伟中心 (荷蘭語：Max Euwe Centrum, 缩写为MEC) 是位于荷兰阿姆斯特丹的马克斯·尤伟广场上的棋牌中心，靠近莱顿广场，以荷兰著名国际象棋大师马克斯·尤伟的名字命名。

## 历史
该建筑物由一所监狱改建过来，包含着一个国际象棋图书馆和马克斯·尤伟常设展览。此外，它还出版杂志，组织有关国际象棋的各个方面的课程，研讨会以及讲座会议。

## 参观人数
2014年8月15日，来访人数累计超过7.5万。每年平均超过2千人参观。2013年1月到2014年11月之间，博物馆统计超过来自60余个国家游客参观访问。